# Altenberg Trio
Das Altenberg Trio ist ein Klaviertrio aus Wien.
Das nach dem österreichischen Schriftsteller Peter Altenberg benannte Trio wurde im Jahr 1994 auf Initiative des langjährigen Pianisten Claus-Christian Schuster gegründet. Die Mitglieder sind seit Herbst 2018 Christopher Hinterhuber (Klavier), Ziyu He (Violine) und Christoph Stradner (Violoncello).

## Geschichte
1984 gründete Schuster zusammen mit dem Geiger Boris Kuschnir und dem Cellisten Martin Hornstein das Wiener Schubert Trio. Nach der 1993 erfolgten Auflösung bildete Schuster das Trio zusammen mit dem Geiger Amiram Ganz und Hornstein, dem 2004 der Cellist Alexander Gebert nachfolgte. 2012 verließ Schuster krankheitshalber das Trio, das sich mit Christopher Hinterhuber und Christoph Stradner neu formierte. Amiram Ganz, der sich 2018 aus dem Trio zurückzog, wurde durch den jungen Geiger Ziyu He ersetzt. 
Seit seinem „offiziellen“ Début bei der Salzburger Mozartwoche hat das Altenberg Trio Wien sich in rund 1000 Auftritten den Ruf eines der wagemutigsten und konsequentesten Ensembles dieser Kategorie erworben.
Sein Repertoire umfasst neben Werken aus den unmittelbar angrenzenden Bereichen Klavierquartett, Klavierduo, Tripelkonzert und vokale Kammermusik mehr als 200 Klaviertrios, darunter viele Werke, die das Altenberg Trio selbst angeregt und uraufgeführt hat, unter anderem von Friedrich Cerha und Werner Pirchner.
Seit seiner Gründung ist das Ensemble Trio in residence der Gesellschaft der Musikfreunde in Wien, für die es alljährlich einen Konzertzyklus im Brahms-Saal des Wiener Musikvereins gestaltet.
Das Altenberg Trio leitete einen regelmäßigen Seminarlehrgang für Kammermusik an der Konservatorium Wien Privatuniversität und bot mehrere Jahre hindurch monatliche Meisterklassen für junge Ensembles an der Accademia di Musica di Pinerolo (Piemont) an.
1999 erhielt das Altenberg Trio den Robert-Schumann-Preis der Stadt Zwickau. Die CD Piano Trios from America mit Werken von Charles Ives, Aaron Copland und Leonard Bernstein gewann 2000 in Amsterdam einen Edison Award.

## Diskografie (Auswahl)
- Paul Juon: Die Klaviertrios
- Franz Schubert: Trio Es-Dur D 929, Adagio D 897
- Mauricio Kagel: Klaviertrio / Ernst Widmer: The Last Flower (James Thurber)
- Robert Schumann, Die Klaviertrios (2 CDs)
- Joseph Haydn: Trio in Es-Dur op. 75 No. 3 (Hob. XV:29) / Wolfgang Amadeus Mozart: Trio in G-Dur K. 564 / Ludwig van Beethoven: Trio in Es-Dur op. 1 No. 1
- Johannes Brahms: Die Klaviertrios (2 CDs)
- Hans Pfitzner: Trio in F-Dur, op. 8 / Arnold Schönberg: Verklärte Nacht
- Felix Mendelssohn Bartholdy: Klaviertrios 1 & 2
- Artur Malawski: Klaviertrio
- Camille Saint-Saëns: Klaviertrios 1 & 2
- Krzysztof Meyer: Klaviertrio